# 多鰭南極魚
多鰭南極魚為輻鰭魚綱鱸形目南極魚亞目南極魚科的其中一種，分布於南冰洋海域，棲息深度1-95公尺，體長可達45公分，生活在底中層水域，屬肉食性，以甲殼類及魚類為食，可做為食用魚。

## 擴展閱讀
維基物種上的相關：多鰭南極魚